# Oxygraphis
Oxygraphis Bunge – rodzaj roślin należący do rodziny jaskrowatych (Ranunculaceae Juss.). Obejmuje co najmniej 4 gatunki występujące naturalnie na obszarze od Azji Środkowej i Himalajów przez zachodnią część Chin, Syberię aż po Alaskę.

## Systematyka
Pozycja według APweb (2001...) – aktualizowany system APG II
Rodzaj z podrodziny Ranunculoideae Arnott, rodziny jaskrowatych (Ranunculaceae) z rzędu jaskrowców (Ranunculales), należących do kladu dwuliściennych właściwych (eudicots). 
Pozycja w systemie Reveala (1993-1999)
Gromada: okrytonasienne (Magnoliophyta Cronquist), podgromada Magnoliophytina Frohne & U. Jensen ex Reveal, klasa Ranunculopsida Brongn., podklasa jaskrowe (Ranunculidae Takht. ex Reveal), nadrząd Ranunculanae Takht. ex Reveal), rząd jaskrowce (Ranunculales Dumort.), podrząd Ranunculineae Bessey in C.K. Adams, rodzina jaskrowate (Ranunculaceae Juss.).
Wykaz gatunków
- Oxygraphis delavayi Franch.
- Oxygraphis polypetala (Raf.) Hook.f. & Thomson
- Oxygraphis shaftoanus Aitch. & Hemsl.
- Oxygraphis tenuifolia W.E. Evans